# Terremoto de Concepción de 1835
El terremoto de Concepción de 1835 fue un sismo de 8,5 MS que afectó a dicha ciudad de Chile a las 11:30 del 20 de febrero de 1835. El tsunami posterior arrasó la zona centro-sur del país, específicamente entre los ríos Cachapoal y Valdivia. Destruyó por completo la mayoría de las grandes ciudades de la zona centro-sur del país, entre ellas Concepción, Chillán y Talca, entre otras. 
En el caso de la ciudad de Chillán, al resultar destruida, el presidente de la época Joaquín Prieto, mandó a refundar la en su actual emplazamiento, ocasionando que los habitantes de la actual urbe, hoy en día, diferencien a Chillán del Chillán Viejo.
Es famoso por haber sido documentado por Charles Darwin y aportar una cuota sobre el efecto de los cambios geológicos a las teorías de este científico, las que posteriormente plasmaría en su obra Observaciones geológicas en América del Sur de 1844. Si bien el terremoto afectó fuertemente la actual Región del Biobío, probablemente se sintió en todo el territorio de Chile centro-sur, puesto que Darwin lo percibió estando en la ciudad de Valdivia como parte de la tripulación del segundo viaje del HMS Beagle.

Yo estaba en tierra firme descansando en un césped. [El terremoto] vino de repente y duró dos minutos (aunque pareció mucho más). El sismo era muy notable; a mí y a mi sirviente nos pareció que la ondulación venía del este [...] Un terremoto como este destruye las asociaciones más antiguas, el mundo, el emblema de todo aquello que es sólido.
Charles Darwin.

## Características

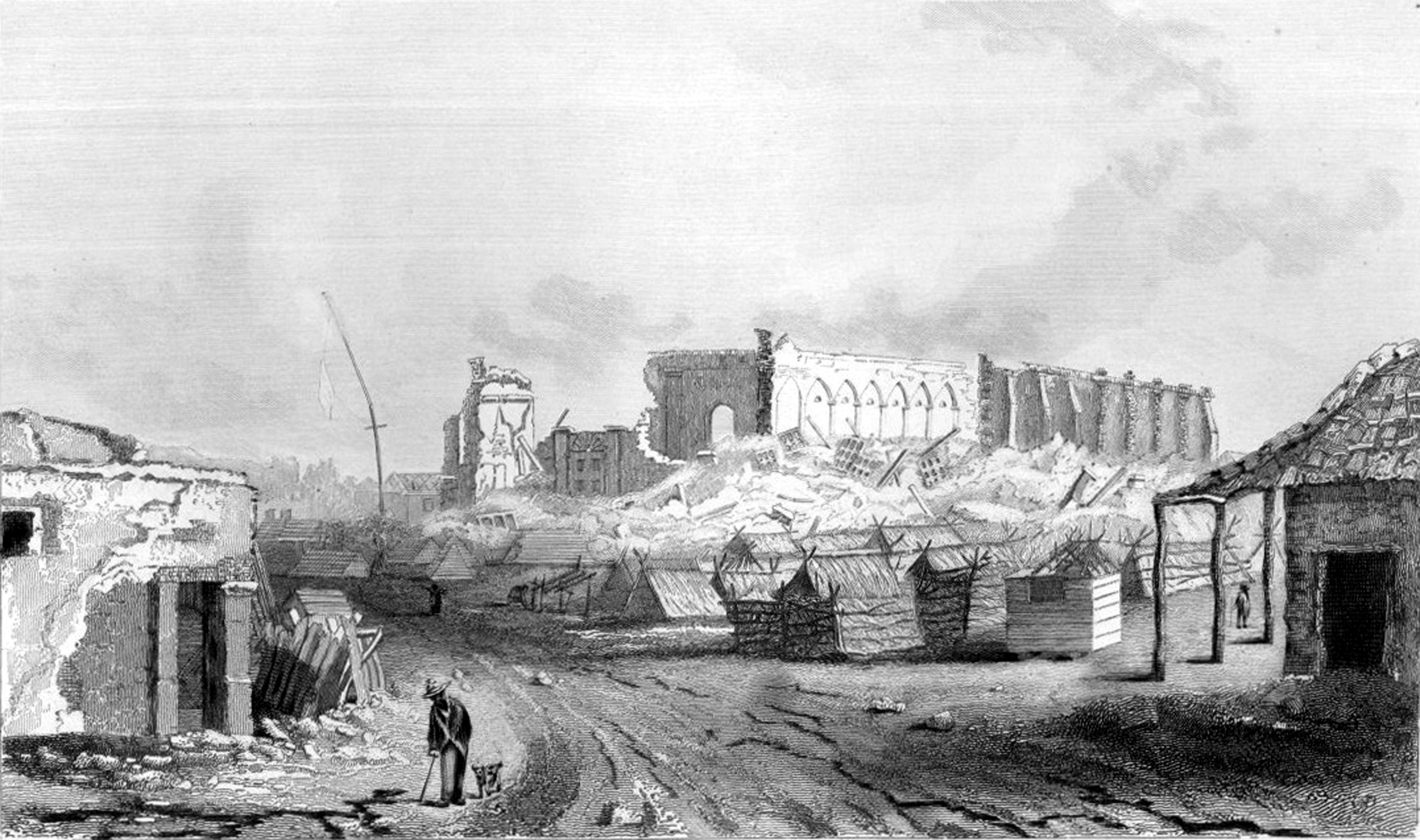
Restos de la Catedral de Concepción tras el terremoto.

Darwin recogió datos de pobladores que afirmaban que el territorio se había levantado, dejando al descubierto rocas antes sumergidas. Afortunadamente el terremoto fue en una hora benigna (11:00 de la mañana), cuando pocas personas estaban en el interior de las casas y el territorio afectado tenía poca densidad de población. Respecto a la cantidad de víctimas, los informes son incompletos y contradictorios, contabilizando entre 30 y 120 muertos, pero cientos de heridos.
El maremoto fue advertido por la población al percatarse que se había retirado el mar; estando aún vivo el recuerdo del terremoto de 1751, la gente huyó de la costa. El maremoto dejó muchas embarcaciones en el interior del territorio y miles de peces, como es usual. Aunque es interesante la descripción de que las aguas marinas se pusieron negras con un olor sulfuroso.[cita requerida]  Además de producirse un chorro vertical de agua similar a la columna que levanta una ballena en el centro de la bahía de San Vicente.